# Boggle (spel)

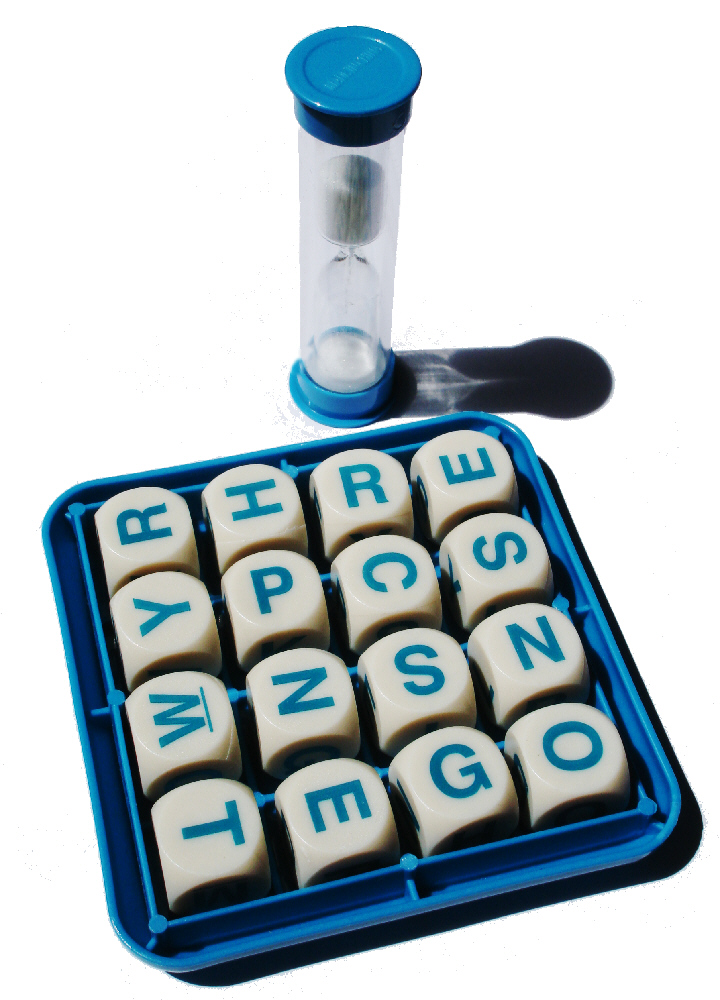
Boggle

Boggle is een woordspel uitgegeven door Parker, waarbij het de bedoeling is zo veel mogelijk woorden te vinden in een bepaald rooster, binnen een bepaalde tijdslimiet. Het spel bestaat zowel als bordspel als in digitale versie, maar kan ook met letterkaartjes of Woordrummikub-stenen worden gespeeld waarbij dan voor elke ronde 16 kaartjes of stenen worden gepakt die ondersteboven willekeurig in een vierkant van 4 bij 4 worden gelegd en vervolgens worden omgedraaid.

## Speelwijze
Men schudt de letters, draait de zandloper om of activeert de ingebouwde timer(bij modernere versies), een keukenwekker of de timerfunctie van de telefoon(hiermee klokt men dan ca. 3 minuten) en probeert zo veel mogelijk woorden te vinden.
Als men een woord heeft gevonden noteert men dit.
Dit kan op papier, maar ook in je telefoon of tablet. Hierbij mag men horizontaal, verticaal en diagonaal van letter naar letter gaan.
Het woord moet aan de volgende regels voldoen:
- Het woord moet uit minstens 3 letters bestaan. (in sommige gezelschappen is dit 4)
- Alle letters van het woord moeten elkaar raken, horizontaal, verticaal of diagonaal.
- Bij elk woord mag elke letter maar één keer gebruikt worden
- Vervoegingen van werkwoorden zijn niet toegestaan; alleen infinitieven en voltooid deelwoorden.
- Het woord moet in een Nederlands woordenboek te vinden zijn. Bij twijfel mag dit met een woordenboek of een woordenboek-app op de telefoon of tablet worden gecontroleerd, nadat de tijd is verstreken.
- Afkortingen, eigennamen en woorden in andere talen zijn niet toegestaan.

Als de tijd is verstreken, worden de punten geteld volgens de volgende regels:
- Woord van 3 en 4 letters → 1 punt
- Woord van 5 letters → 2 punten
- Woord van 6 letters → 3 punten
- Woord van 7 letters → 5 punten
- Woord van 8 letter of meer → 11 punten

Men kan ook spelen dat alleen de woorden die men als enige heeft gevonden mag tellen. Hierbij worden alle woorden die meerdere spelers hebben gevonden geschrapt.
Boggle kan ook op de computer worden gespeeld. Hierbij worden de letters automatisch geschud en moet men binnen een bepaalde tijd(aangegeven met een wegtikkende klok) zoveel mogelijk woorden maken met de gegeven letters. Hierbij wordt na het intypen van elk woord meteen gecontroleerd of het geldig is. Alleen geldige woorden worden door de computer geaccepteerd. Elk geldig woord levert punten op volgens bovenstaande regels. Zodra de tijd verstreken is, wordt de totaalscore getoond. Meestal wordt hierbij een highscorelijst bijgehouden.

## Einde van het spel
Men kan na elke ronde bepalen of men stopt. Je kunt ook van tevoren een aantal te spelen rondes of een bepaalde speeltijd afspreken. De winnaar is degene die op het moment van stoppen de meeste punten heeft.

## Televisiespel
Van 1989 tot 1996 werd het woordspel in Nederland uitgezonden op televisie.

## Varianten
- Coggle – of thematisch Boggle – dat op ongeveer dezelfde wijze werkt, maar waarbij woorden steeds rond een bepaald thema gemaakt moeten worden.[1] Deze variant kan ook met een gewoon Boggle-spel worden gespeeld door voorafgaand aan een ronde een thema te noemen waarbinnen de woorden moeten worden gezocht.
- Foggle, een variant met cijfers waarbij deze cijfers steeds gebruikt moeten worden om kloppende wiskundige vergelijkingen te maken.[2]